# 1906 en Alberta
Chronologie de l'Alberta
- 1902
- 1903
- 1904
- 1905
- 1906
- 1907
- 1908
- 1909
- 1910

Cette page concerne des événements qui se sont produits durant l'année 1906 dans la province canadienne de l'Alberta.

## Politique
- Premier ministre : Alexander Cameron Rutherford du Parti Libéral
- Chef de l'Opposition : Albert Robertson
- Lieutenant-gouverneur : George Hedley Vicars Bulyea (en)
- Législature :

## Événements
- 15 mars : ouverture de la première session de la première Législature de l'Alberta à l' Arena Thistle, à Edmonton, au nord de Jasper Avenue (en).

- 19 août : signature du Traité 10 entre le roi et les premières nations du centre de la Saskatchewan et de l'est de l'Alberta.

## Naissances
- 17 avril : Herbert Lewis (mort le 20 janvier 1991), joueur de hockey sur glace né à Calgary, au Canada.

- 2 novembre : Paul Ivan Thompson (né  à Calgary et mort le 13 septembre 1991) , joueur professionnel puis entraîneur canadien de hockey sur glace. Pendant sa carrière de joueur, il évoluait au poste d'ailier gauche.